# Linia kolejowa Valence – Moirans
Linia kolejowa Valence – Moirans – linia kolejowa w południowo-wschodniej Francji o długości 80 km, łącząca Valence z Moirans. Została zbudowana przez PLM jako połączenie Valence z Grenoble w 1864 roku.
W 2011 Réseau Ferré de France ogłosiło przetarg opiewający na kwotę 80 mln € mający na celu zelektryzować linię z Valence do Moirans. Celem jest połączenie z LGV Méditerranée do Grenoble. Budowa rozpoczęła się w grudniu 2012 r. i powinna się zakończyć w grudniu 2013.